# Vedlejší produkt (seriál)
Vedlejší produkt je třídílná TV minisérie České televize z roku 2024; kriminální psychologické drama, inspirované skutečnými událostmi, natočil režisér Peter Bebjak dle scénáře Jakuba Režného a Aleše Preise, jenž šéfuje oddělení obecné kriminality v Písku; předtím byl vyšetřovatelem pražského prvního oddělení. Do hlavní role ostravského kriminalisty Jozefa Krulicha obsadil Tomáše Maštalíra. Seriál měl premiéru 28. dubna 2024 na ČT1.

## Děj
Hlavním hrdinou je detektiv Jozef Krulich (Tomáš Maštalír) z ostravského oddělení vražd; nadřízení jej potrestali každoroční rutinní prověrkou nevyřešených vražd (k dopadení pachatele brutální vraždy totiž použil nezákonné metody). Tak se stane, že narazí na případ osmnáctileté prostitutky Evy Svobodové, uškrcené ve svém bytě před dvěma dekádami. Do promlčení vraždy mladé ženy zbývá šestnáct dnů a tuto lhůtu se Josef s kolegou Michalem Janouškem (Martin Hofmann) rozhodnou využít k vyřešení případu. Při pátrání po škrtiči se nerozpakují postupovat na hraně zákona.

## Obsazení

### Hlavní a vedlejší role
| Tomáš Maštalír    | kpt. Mgr. Jozef Krulich, vyšetřovatel          |
| Martin Hofmann    | kpt. Mgr. Michal Janoušek, vyšetřovatel        |
| Zuzana Stivínová  | plk. Mgr. Petra Novotná, šéfka útvaru          |
| Jan Vondráček     | mjr. Mgr. Vladimír Míka, bývalý vyšetřovatel   |
| Albert Čuba       | kpt. Bc. Miroslav Hlušák, vyšetřovatel         |
| Johana Matoušková | por. Bc. Lucie Růzičková, vyšetřovatelka       |
| Zbyšek Humpolec   | plk. JUDr. Libor Malíček, vyšetřovatel GIBS    |
| Jan Teplý         | plk. JUDr. František Brabec, vyšetřovatel GIBS |
| Vladimír Hauser   | MUDr. Jan Ondrák, soudní lékař a koroner       |
| Tomáš Weber       | Mgr. Luboš Chuděra, forenzní technik           |
| Pavla Beretová    | Mgr. Zita Pohorská, genetička                  |
| Miroslav Etzler   | JUDr. Živko Nikolić, krajský státní zástupce   |
| Jan Hofman        | Richard Málek, investigativní novinář          |
| Magdaléna Borová  | Monika Krulichová, Josefova žena               |
| Michal Gruml      | Filip Krulich, Josefův syn                     |

### Epizodní role
| Miroslav Rataj          | František Svoboda, František Svoboda, otec mrtvé Evy (1. a 3. díl) |
| Anna Cónová             | Milena Svobodová, matka mrtvé Evy (1. a 2. díl)                    |
| Jaromíra Mílová         | Apolena Dvorská, svědkyně (1. díl)                                 |
| Milan Němec             | Emil Hociko (1. a 2. díl)                                          |
| Miroslav Bakus Navrátil | Dmitrij Golub, velmistr Běloruska (1. díl)                         |
| Šimon Obdržálek         | Kamil Hájek (1. díl)                                               |
| Patrik Vojtíšek         | František Matinák (1. díl)                                         |
| Michal Sikora           | Ivan Kočiš (1. díl)                                                |
| Mikuláš Křen            | Julijan Novak, vězeň (2. díl)                                      |
| Milan Mikulčík          | Jaroslav Kovář (2. díl)                                            |
| Ján Jackuliak           | Ivan Fojtík, drsný týpek (2. díl)                                  |
| Zdeněk Julina           | Emil Laufr, zastupitel, spolužák Hájka (2. díl)                    |
| Robert Hájek            | Ladislav Konopka, TV redaktor (2. díl)                             |
| Jiří Hába               | Milan Sikora (3. díl)                                              |
| Mária Fořtová           | romka Renata Siváková (Ariana Blahová)                             |

## Zajímavosti
- Seriál se natáčel v Praze, Ostravě a v interiérových i exteriérových prostředích a vznikal po dobu dvaceti tří natáčecích dnů v průběhu jednoho roku.
- Policista Jozef Krulich (Tomáš Maštalír) má na zdi své kanceláře šálu s logem hokejového týmu HC Oceláři Třinec.
- Vystupuje zde 43 postav, na natáčení se průběžně podílelo zhruba 275 komparzistů, štáb čítal 60 lidí a scénář měl celkem 240 stránek.
- Během filmování se před kamerou objevili také 3 skuteční policisté, 3 dozorci věznice, 2 řidiči tramvaje, 2 reální záchranáři, 1 skutečný pohřební vůz a 10 kaskadérů.
- Produkčně nejnáročnější scénou byla sekvence výbuchu v chatě z 3. epizody, na které se vedle herců a členů štábu podíleli také hasiči, záchranáři, kaskadéři i odborníci na speciální efekty.

## Recenze
- Andrea Zunová, Právo / Novinky.cz  80 %[4]
- Mirka Spáčilová, MF DNES / iDNES.cz  55 %[5]